# Dieter Fritz
Dieter Fritz (* 13. August 1956 in Ilshofen) ist ein ehemaliger deutscher Fernsehjournalist beim SWR Fernsehen.

## Leben
Dieter Fritz machte 1975 das Abitur. Von 1976 bis 1982 studierte er Kommunikationswissenschaften, Politik, Soziologie und Amerikanistik an der Ludwig-Maximilians-Universität München (LMU). Parallel dazu absolvierte er eine Journalistenausbildung an der Deutschen Journalistenschule in München. Von 1978 bis 1981 war Fritz zudem freier Mitarbeiter bei den Stuttgarter Nachrichten. Ab September 1982 arbeitete er als freier Mitarbeiter beim SDR-Fernsehen. Von 1986 bis 1995 moderierte er das Magazin Politik Südwest. Im April 1990 wurde er beim SDR festangestellt. Von 1995 bis 2005 wurde das Landesschau Journal als Nachrichten-Spätausgabe von ihm aufgebaut und moderiert. Von 2005 bis 2014 moderierte er die Nachrichtensendung Baden-Württemberg aktuell/Landesschau aktuell um 19.45 Uhr.
Dieter Fritz war in der Nachrichtenredaktion beim SWR Fernsehen stellvertretender Redaktionsleiter, Projektleiter des virtuellen Fernsehnachrichtenstudios und ab 3. November 2014 Anchorman der SWR Landesschau aktuell Baden-Württemberg (seit Februar 2017 SWR Aktuell) um 19.30 Uhr. Am 17. Mai 2019 moderierte er die letzte Nachrichtensendung vor seinem Ruhestand.
Von 1991 bis 1993 war Fritz Vorsitzender der Landespressekonferenz Baden-Württemberg. Zudem ist er als Moderator von Veranstaltungen wie Podiumsdiskussionen und Kongressen aktiv.
Fritz lebt im Waiblinger Stadtteil Bittenfeld, ist verheiratet und hat drei Kinder.